# Флавиан (Разуваев)
Епи́скоп Флавиа́н (в миру Фёдор Кузми́ч Разува́ев; 1847 — 27 июня 1933) — епископ Древлеправославной Церкви Христовой (старообрядцев, приемлющих Белокриницкую иерархию), епископ Новозыбковский и Гомельский.

## Биография
Родом из небогатой семьи клинцовских (по других данным новозыбковских) мещан, потомственных старообрядцев. Его отец занимался «колёсным» ремеслом.
С ранних лет Фёдор избрал для себя церковное служение. Он упросил отца разрешить ему поселиться в Красноборском Иоанно-Предтеченском монастыре. Здесь Фёдора заметил епископ Сильвестр (Малышев), на которого произвёл впечатление благочестивый послушник.
Епископ Селивестр рукоположил Фёдора в иереи в посад Клинцы, где последний прослужил более 20 лет, удостоившись сана протопопа. Был женат, но детей не имел.
Отец Фёдор был бездетен, воспитывал приёмных детей. Овдовев, много имущества жертвовал церквам:
- 2200 рублей — клинцовской Преображенской общине;
- 3700 рублей — в Преображенско-Никольский монастырь на постройку храма;
- 1500 рублей — в Красноборский Предотеченский монастырь на строительство церкви во имя Казанской иконы Богородицы (освящена в 1908 году).

Долгие годы тесного сотрудничества с епископом Селивестром, учеником Кабанова-Ксеноса, сделали о. Фёдора последовательным проводником положений, изложенных в Окружном послании старообрядческих епископов 1862 года. Следует отметить, что Клинцовские старообрядцы, твёрдо стояли на позициях Окружного послания и открыто критиковали любые проявления беспоповского мировоззрения внутри Старообрядческой церкви.
В 1910 году, после смерти новозыбковского епископа Михаила, епархиальный съезд избрал отца Фёдора Разуваева, священника клинцовской Покрово-Никольской церкви, кандидатом во епископы.

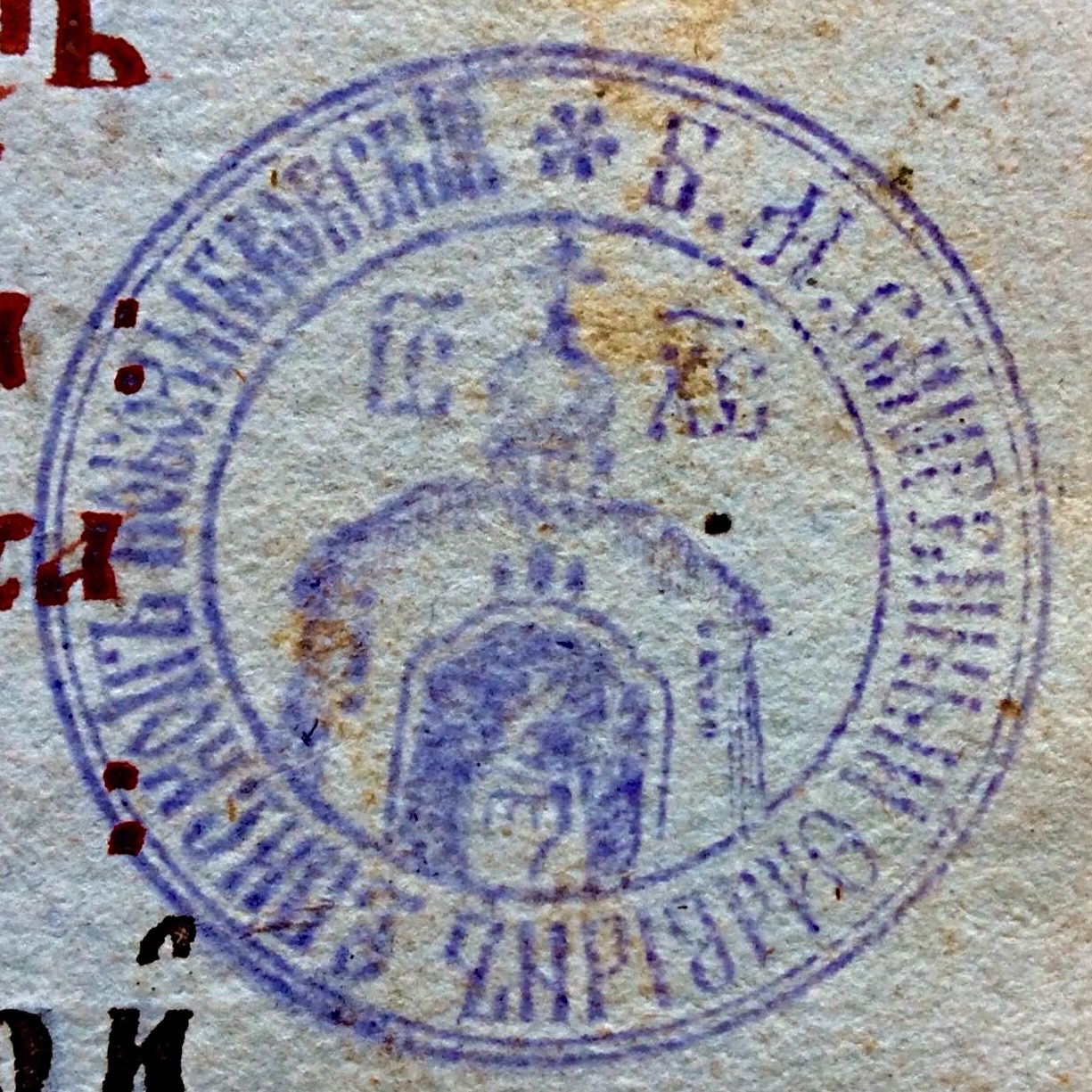
Печать епископа Флавиана («Божьей милостью смиренный Флавиан епископ Новозыбковский»

29 июня 1912 года, по пострижении в монашество с именем Флавиан, в Клинцах в Покрово-Никольской церкви, хиротонисан во епископа Новозыбковского и Гомельского. Хиротонию совершили архиепископ Московский и всея России Иоанн (Картушин), епископ Киевский Ермоген (Перфилов), епископ Нижегородский Иннокентий (Усов).
26 августа 1915 года ему была поручена во временное управление Киевская епархия.
Внутренняя культура, познания епископа Флавиана, природная мудрость, богатый жизненный опыт делали его притягательной фигурой для старообрядцев разных сословий, разного уровня образования. В Клинцы к епископу Флавиану приезжали старообрядцы из других епархий, из Киева, из Одессы, из Балты.
Епископа Флавиан участвовал в Освященных соборах 1926 и 1927 годы на Рогожском кладбище.
После закрытия большевицкими властями Иоанно-Предтечева монастыря в 1928 году, епископ Флавиан переселился в Клинцы и жил последние годы жизни в семье священника Леонтия Губарева. Глубоко переживал старый епископ гонения Церкви, которые по своему натиску и жестокости были намного страшнее преследований старообрядцев в течение последних двух столетий. Книги с личной печатью хранились в доме Губарева. Последние годы жизни сильно болел, в декабре 1931 года, по словам архиепископа Мелетия (Картушина), епископ Флавиан «лежит трудно болящий уже долгое время».
По данным священника храма Преображения Господня в городе Клинцы Брянской области Михаила Смирнова: «Глубоко переживал старый епископ гонения Церкви, которые по своему натиску и жестокости были намного страшнее преследований старообрядцев в течение последних двух столетий. С 1932 г. начались частые визиты в квартиру епископа сотрудников ГПУ, сопровождавшиеся унизительными вопросами, обысками и хищением не только книг, но и личных вещей. Сердце епископа Флавиана не выдержало, и 27 июня 1933 г. в пять часов вечера преосвященный епископ Флавиан умер. По свидетельствам клинцовских старообрядцев, его тело было погребено монахами тайно на кладбище Предтечиева монастыря. Прибывшие на территорию монастыря чекисты тщетно пытались узнать место погребения владыки. Монахи перекопали землю так, что место погребения было найти невозможно. За это монахи были расстреляны».